# Imagawa Yoshimoto
Imagawa Yoshimoto (今川義元?   1519 - 12 de junio de 1560) fue un daimyō (señor feudal) a principios del período Sengoku en Japón. Con base en la provincia de Suruga, fue uno de los tres daimyō que dominaron la región de Tōkaidō.

## Biografía

### Los primeros años
Fue el tercer hijo de Imagawa Ujichika. Cuando era un niño fue enviado a un templo y su nombre fue cambiado a Baigaku Shōhō. Disturbios estallaron cuando su hermano mayor, Ujiteru, murió de repente (algunos dicen que fue envenenado) en 1536. Su medio hermano mayor, Genkō Strata-Etan, trató de aprovechar la oportunidad de heredar el liderazgo pero éste se dividió en dos facciones. La facción de Yoshimoto alegó que la madre era la consorte de Ujichika, por lo que él era el legítimo heredero. La facción de Genkō Strata-Etan alegó que ya que él tenía mayor edad, él era el legítimo heredero. La madre de Genkō Strata-Etan era una concubina y un miembro de la familia Kushima, pero fueron derrotados y muertos en el Hanakura. Shōhō cambió su nombre a Yoshimoto en este momento y logró tomar el liderazgo del clan. Las relaciones con el clan Hōjō empeoraron cuando Yoshimoto se casó con la hija de Takeda Nobutora (madre de Ujizane). Repelió los ataques del clan Hōjō, y les arrebató el control de una amplia zona, incluyendo las provincias de Suruga, Totomi, y Mikawa.

### La batalla de Okehazama

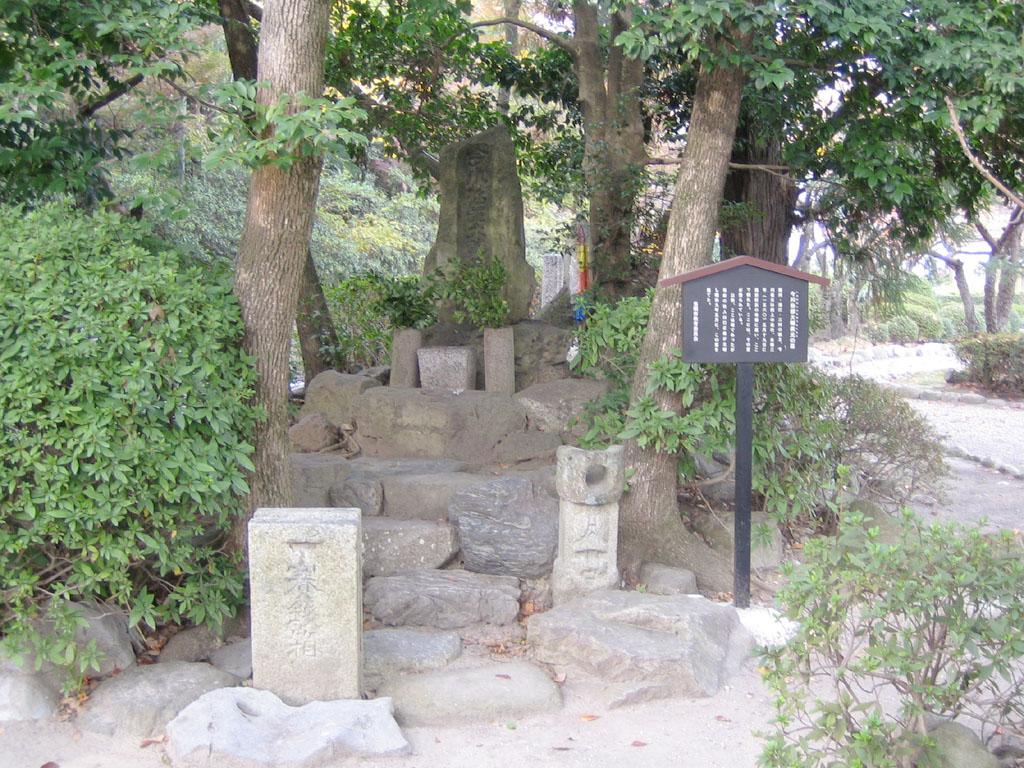
Tumba de Imagawa Yoshimoto en Okehazama.

En 1560, después de formar una alianza con los clanes Takeda y Hōjō, Yoshimoto se dirigió a la capital con Matsudaira Motoyasu de Mikawa. A pesar de tener una fuerza importante de 25,000 elementos, Yoshimoto deliberadamente anunció que contaba con 40,000 efectivos. Si bien esta declaración ponía con temor a una gran cantidad de facciones, Oda Nobunaga no se amedrentó. 
Con muchas victorias, Yoshimoto dejó a su ejército con la guardia baja y comenzaron a celebrar con vino, música y sake. Un ataque por sorpresa del ejército de Oda después de un fuerte aguacero hizo que las tropas de Yoshimoto se desordenaran y él fue asesinado. 
Imagawa Ujizane tomó la jefatura de familia después de la muerte de Yoshimoto, pero el clan Imagawa cayó del poder y eventualmente se convirtió en sirviente del clan Tokugawa. 
Aunque fue un poderoso daimyō en su propio han, Imagawa Yoshimoto es más recordado por su amor al juego de pelota Kemari, y ser víctima del ascenso de Oda Nobunaga.